# Джон Нейбер
Джон Нейбер (англ. John Naber, 20 січня 1956) — американський плавець.
Олімпійський чемпіон 1976 року.
Призер Чемпіонату світу з водних видів спорту 1973 року.